# Oligotylus purshiae
Oligotylus purshiae är en insektsart som först beskrevs av Knight 1968.  Oligotylus purshiae ingår i släktet Oligotylus och familjen ängsskinnbaggar. Inga underarter finns listade i Catalogue of Life.